# فران مارموليخو
فران مارموليخو (بالإسبانية: Francisco Marmolejo Mancilla)‏ هو لاعب كرة قدم إسباني في مركز حراسة المرمى، ولد في 19 يناير 1988 في كوين في إسبانيا. لعب مع نادي ماربيا.

## وصلات خارجية
- فران مارموليخو على موقع قاعدة بيانات كرة القدم.إي يو (الإنجليزية)
- فران مارموليخو على موقع Soccerway.com (الإنجليزية)
- فران مارموليخو على موقع عالم كرة القدم.نت (الإنجليزية)
- فران مارموليخو على موقع AS.com (الإسبانية)